# 椭圆叶乌口树
椭圆叶乌口树（学名：Tarenna tsangii f. elliptica）为茜草科乌口树属海南乌口树下的一个变型。

## 扩展阅读
- 維基物種上的相關：椭圆叶乌口树